# Luisa Schulze
Luisa Schulze, née le 14 septembre 1990 à Altenbourg, est une handballeuse internationale allemande. Elle évolue au poste de pivot.

## Palmarès

### En club
Compétitions internationales
- Ligue européenne (C3)
  - vainqueur (1) : 2022 (avec SG BBM Bietigheim)
  - finaliste (1) : 2017 (avec SG BBM Bietigheim)

Compétitions nationales
- vainqueur du Championnat d'Allemagne (4) : 2010 (avec HC Leipzig), 2017, 2019 et 2022 (avec SG BBM Bietigheim)
- vainqueur de la Coupe d'Allemagne (4) : 2014 et 2016 (avec HC Leipzig), 2021 et 2022 (avec SG BBM Bietigheim)
- vainqueur de la Supercoupe d'Allemagne (3) : 2017, 2019 et 2021 (avec SG BBM Bietigheim)
- vainqueur du Championnat de France (1) : 2023 (avec Metz Handball)

### En sélection
Championnat du monde
- 17e place au Championnat du monde 2011
- 13e place au Championnat du monde 2015
- 8e place au Championnat du monde 2019
- 7e place au Championnat du monde 2021

Championnat d'Europe
- 10e place au Championnat d'Europe 2014
- 10e place au Championnat d'Europe 2018
- 7e place au Championnat d'Europe 2020
- 7e place au Championnat d'Europe 2022

### Distinction individuelles
- élue meilleure défenseur du championnat d'Europe junior en 2009[2]